# 王占林
王占林（1934年11月19日—2020年4月24日），男，汉族，吉林辽源人（一作山东东平人），中国航空航天流体传动与控制专家、教育家，曾任北京航空学院教授、博士生导师、自动控制系主任。